# Aulne crispé
Alnus viridis subsp. crispa
Alnus viridis subsp. crispa
Sous-espèce
Synonymes
Alnus crispa Aiton
Classification phylogénétique
L'Aulne crispé (Alnus viridis subsp. crispa) est une sous-espèce d'Aulne vert, Alnus viridis, de la famille des Betulaceae.
C'est une des sources de nourriture de l'orignal.

## Aire de répartition
Elle est présente dans le nord-est de l'Amérique du Nord et au Groenland.

## État, pressions, menaces
Une étude canadienne a observé sur un site boréal dominé par les saules (Salix L. spp.), l'aulne vert crispé (Alnus crispa (Ait.) Pursh ssp. crispa') et le peuplier faux-tremble (Populus tremuloides Michx.), durant 10 ans (et par rapport à des sites témoins comparables), les effets sur la diversité spécifique et structurale du sous-bois, d'une gestion forestière basée sur une préparation mécanique du sol. La communauté végétale s'est montrée très influencée par l'intensité du traitement de préparation du terrain : un travail léger du sol a eu peu d'effet sur la diversité spécifique, mais les traitements plus intenses « ont augmenté de 10 à 16 fois l'abondance des espèces exotiques (et seulement légèrement la croissance de l'épinette blanche (Picea glauca (Moench) Voss) » plantée par les sylviculteurs.